# Kamiakin

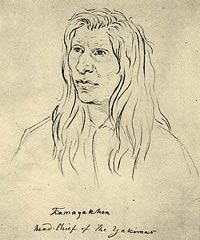
Portret uit 1855

Kamiakin, stamhoofd van de Yakama, werd geboren rond 1800 in de buurt van het huidige Starbuck in de Amerikaanse deelstaat Washington. Zijn naam betekent 'Hij wil niet gaan', afgeleid van 'ka' (niet) - 'miah' (gaan) - 'kamman' (willen). 
De vader van Kamiakin was een Palouse en zijn moeder was een Yakama. Kamiakin had twee broers, ‘Skloom’ en ‘Show-a-way’. Toen hun vader een andere vrouw nam, ging Kamiakins moeder met hem en Skloom weer terug naar de Yakama’s. 
Tijdens de Yakima-oorlog (1855-1855) leidde Kamiakin de 14 groepen in het Yakimareservaat in hun gevecht tegen het Amerikaanse leger. Na in 1858 door de Amerikanen verslagen te zijn, vluchtte hij naar Canada om aan zijn arrestatie en executie te ontkomen. Hij hield zich twee jaar bij de Flathead schuil, en keerde in 1860 terug naar huis. In 1864 verhuisde hij het land van de Palouse, waar zijn vader vandaan kwam. Hij overleed er in 1877.